# Oryzopsis
Genre
Oryzopsis est un genre de plantes monocotylédones de la famille des Poaceae, sous-famille des Pooideae, originaire d'Amérique du Nord.
Ce sont des plantes herbacées vivaces, cespiteuses, pouvant atteindre 150 cm de haut.
Étymologie : Le nom générique Oryzopsis dérive de celui du genre Oryza, le riz, avec le suffixe grec -opsis (ὄψις), aspect, apparence, en référence à la similitude de ces plantes avec le riz.

## Liste d'espèces
Selon World Checklist of Selected Plant Families (WCSP) (19 septembre 2016) :
- Oryzopsis asperifolia Michx. (1803)
- Oryzopsis chinensis Hitchc. (1930)
- Oryzopsis contracta (B.L.Johnson) Schltr. (1967)
- Oryzopsis hendersonii Vasey (1893)
- Oryzopsis racemosa (Sm.) Ricker ex Hitchc. (1906)
- Oryzopsis swallenii C.L.Hitchc. & Spellenb. (1968)